# ヨガフィット
ヨガフィット(YogaFit)は、1994年にアメリカでベス・ショー(Beth Shaw)が考案した、ハタ・ヨガをもとにヨガの宗教要素を除外し、フィットネスを取り入れた体系。またはこれを推進する団体の名称。
ヨガフィットはスタジオを持たず、トレーニングはスポーツジムや大学、ヨガスタジオなどにインストラクターを派遣して行なわれる。

## 沿革
設立者のベス・ショーは、雑誌広告の仕事をする一方で、趣味でフィットネスに取り組んでいた。ショーはその過程で、従来のヨガ指導方法がフィットネスクラブの環境に適していないことに気づき、独自の指導方法を考案した。これがヨガフィットである。新たな指導方法は人気を集め、法人を設立するにいたった。
1997年にはハモサビーチに独自のスタジオを設けた。このほかにニューヨークやウェスト・ハリウッドにもスタジオ開設を計画していた。

## 日本での展開
2022年には青森市の社団法人慈恵会がヨガフィットと連携協定を締結、CEOのベス・ショーが来日して締結式を行った。慈恵会のスタッフはヨガフィットの研修を受講、会運営のホテルや病院でヨガのプログラムやリハビリを展開することになった。
2023年には青森市安田にヨガスタジオをオープン、8月にねぶた参加者向けのヨガ教室を開き、このときにもショーが来日した。
2024年には慈恵会と城ケ倉観光が青森駅東口ビルにウエルネスホテル「ReLabo」を開業させた。このホテルには協定に基づき、ヨガフィット・スタジオが設置されている。

## 書籍
- Shaw, Beth (2001). Beth Shaw's YogaFit. Champaign, IL: Human Kinetics[11]